# 瀬戸 (横浜市)
瀬戸（せと）は、神奈川県横浜市金沢区の地名。「丁目」の設定のない単独町名である。住居表示実施済み区域。

## 地理
地名研究で「セト」は「陸地の狭まっている所」を意味するという。六浦(むつら)の北東端に位置して、内海を挟んで対岸の金沢に接していた。北条貞顕が嘉元3年（1305）ごろ竣工させた瀬戸橋により内海に隔てられた六浦と金沢が陸路でつながった。
金沢八景駅、横浜市立大学金沢八景キャンパス、瀬戸神社がある。平潟湾の西岸で、金沢八景の内「瀬戸秋月」で知られ、かつては平潟湾から北に続く入江（現在の泥亀付近）の入口でもあった。

## 歴史
1978年（昭和53年）の住居表示実施に伴い、六浦町と釜利谷町の各一部から新設した町。町名は字名を採った。

### 沿革
- 1978年（昭和53年）7月17日 - 住居表示の実施（金沢区六浦第一次地区）[6]に伴い、釜利谷町、六浦町の各一部を分離し、瀬戸を新設[7]。
- 1987年（昭和62年）7月20日 - 住居表示の実施（磯子区・金沢区梅林地区）[8]に伴い、泥亀一丁目の一部を瀬戸に編入する[9]。
- 1993年（平成5年）10月18日 - 住居表示の実施（金沢区釜利谷・大川第二次地区）[10]に伴い、瀬戸の各一部を大川に編入する[11]。

## 世帯数と人口
2025年（令和7年）6月30日現在（横浜市発表）の世帯数と人口は以下の通りである。
| 町丁 | 世帯数    | 人口    |
| ---- | --------- | ------- |
| 瀬戸 | 1,256世帯 | 2,097人 |

### 人口の変遷
国勢調査による人口の推移。
| 年                 | 人口  |
| ------------------ | ----- |
| 1995年（平成7年）  | 2,115 |
| 2000年（平成12年） | 1,960 |
| 2005年（平成17年） | 1,843 |
| 2010年（平成22年） | 1,808 |
| 2015年（平成27年） | 1,828 |
| 2020年（令和2年）  | 2,208 |

### 世帯数の変遷
国勢調査による世帯数の推移。
| 年                 | 世帯数 |
| ------------------ | ------ |
| 1995年（平成7年）  | 848    |
| 2000年（平成12年） | 875    |
| 2005年（平成17年） | 892    |
| 2010年（平成22年） | 901    |
| 2015年（平成27年） | 954    |
| 2020年（令和2年）  | 1,202  |

## 学区
市立小・中学校に通う場合、学区は以下の通りとなる（2024年11月時点）。
| 番・番地等 | 小学校             | 中学校             |
| ---------- | ------------------ | ------------------ |
| 1〜22番    | 横浜市立六浦小学校 | 横浜市立六浦中学校 |
| 23番、24番 | 横浜市立八景小学校 | 横浜市立金沢中学校 |

## 事業所
2021年（令和3年）現在の経済センサス調査による事業所数と従業員数は以下の通りである。
| 町丁 | 事業所数  | 従業員数 |
| ---- | --------- | -------- |
| 瀬戸 | 158事業所 | 1,899人  |

### 事業者数の変遷
経済センサスによる事業所数の推移。
| 年                 | 事業者数 |
| ------------------ | -------- |
| 2016年（平成28年） | 141      |
| 2021年（令和3年）  | 158      |

### 従業員数の変遷
経済センサスによる従業員数の推移。
| 年                 | 従業員数 |
| ------------------ | -------- |
| 2016年（平成28年） | 1,440    |
| 2021年（令和3年）  | 1,899    |

## 交通

### 鉄道
- 京浜急行電鉄 本線・逗子線
- 横浜シーサイドライン 金沢シーサイドライン
  - 金沢八景駅

### 道路
- 国道16号

## 施設
- 横浜市立大学 金沢八景キャンパス
- 横浜市立金沢高等学校
- 瀬戸神社
- 金龍院

## その他

### 日本郵便
- 郵便番号 : 236-0027[3]（集配局：横浜金沢郵便局[21]）

### 警察
町内の警察の管轄区域は以下の通りである。
| 番・番地等 | 警察署     | 交番・駐在所 |
| ---------- | ---------- | ------------ |
| 全域       | 金沢警察署 | 六浦交番     |